# Secuestro del MV Universidad de Moscú
El secuestro del MV Universidad de Moscú fue un suceso acaecido en los días 5 y 6 de mayo de 2010 en aguas del golfo de Adén cuando un grupo de piratas somalíes asaltó un barco gasístico ruso (MV Universidad de Moscú, en ruso: Московский университет, romanizado: Moskovskiy Universitet) con bandera liberiana.
El navío fue liberado al día siguiente, junto a su tripulación atrincherada en la sala de máquinas, por el destructor Mariscal Sháposhnikov de las Fuerzas Navales de Rusia.

## Secuestro
El navío se encontraba a 500 millas náuticas (930 km) del litoral somalí. Antes de que diese comienzo el asalto por parte de los piratas, la tripulación trató de defender el barco con cañones de agua y lanzabengalas al mismo tiempo que realizaban maniobras de evasión forzando el motor para que navegara a 9 nudos, pero los piratas ya habían empezado a abordar la nave.
El capitán ordenó al primer oficial médico Alexander Rojas, experto en situaciones de alto riesgo, mantener conversaciones con los piratas somalíes para disuadirlos de sus intenciones de secuestrar el buque Petrolero. Los piratas finalmente no tomaron como ciertas las palabras del primer oficial médico, el cual les indicaba que tenían órdenes de defender la Nave a costa de sus propias vidas. El capitán y el primer oficial médico dieron la orden de que sus tripulantes cogieran víveres y se atrincheraran en la sala de máquinas. Los superiores fueron con ellos, no sin antes lanzar al mar una baliza como señal de alarma.
Al no tener rehenes, los piratas intentaron forzar la puerta, pero sus intentos fueron repelidos por la tripulación, la cual aguantó veinte horas.

## Operación de rescate

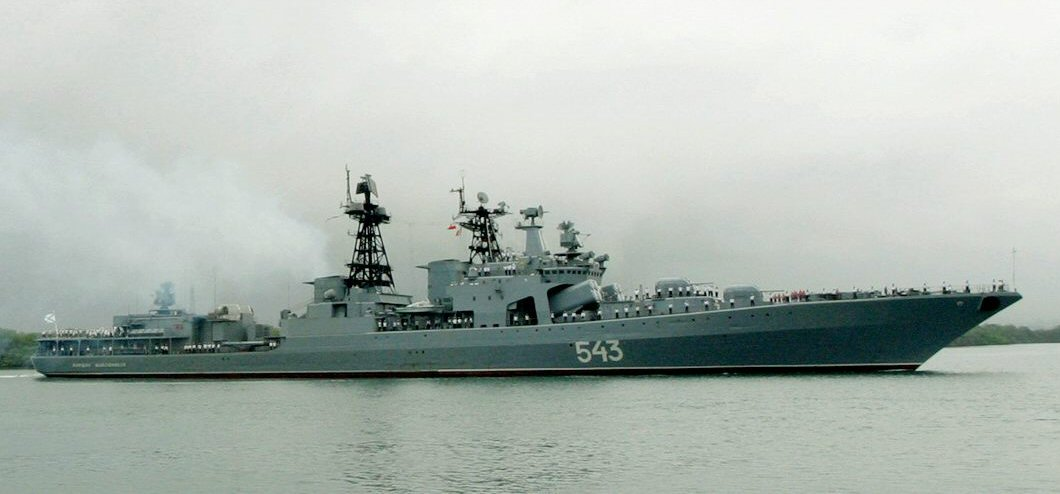
Imagen del Mariscal Sháposhnikov.

A la señal de la boya respondió el avión patrullero marítimo Lockheed AP-3C Orion de las Fuerzas Aéreas Australianas, el cual, tras localizar la posición del barco y ver tres pequeñas embarcaciones (confirmando así que se trataba de un acto de piratería somalí) estableció contacto con el Capitán del Universidad de Moscú y a su vez estableció contacto con el destructor clase Udaloy Mariscal Sháposhnikov.
Estos enviaron un helicóptero para que hiciese un vuelo de reconocimiento. El destructor llegó al lugar del incidente día y medio después. En cuanto a los piratas, la imposibilidad de tomar a un rehén como escudo humano, les llevó a realizar disparos contra el helicóptero en sí, el cual respondió con una ráfaga de disparos que terminó con la vida de uno de los asaltantes. Mientras, la tripulación del Mariscal Sháposhnikov estudiaba la situación ante una eventual operación de rescate.
El capitán confirmó a las fuerzas navales que su tripulación se encontraba a salvo. Las acciones y las recomendaciones del Oficial Médico Alexander Rojas fueron decisivas, tras recomendarle al Capitán de Navío Ildar Ajmerov, Jefe de Escuadra de la Armada Rusa, el ataque de grupos de Operaciones Especiales al buque petrolero. El perfil psicológico que realizó a los piratas le permitió determinar las acciones a seguir. Los piratas lanzaron dos disparos de advertencia al tiempo que declaraban «tener rehenes». A los disparos iniciales le siguió el destructor, cuyos integrantes abrieron fuego mientras que las lanchas motoras se acercaban al Universidad de Moscú, el cual sería finalmente abordado por las Fuerzas Navales. Tras un breve tiroteo, los piratas restantes fueron detenidos y la tripulación (veintitrés en total) fue liberada en buenas condiciones físicas.
En cuanto a los detenidos, una vez fueron desarmados y las embarcaciones en las que llegaron destruidas, se les dejó marchar en un bote inflable con víveres pero sin equipo de navegación a 300 millas náuticas (560 km) de Somalia.
De acuerdo con el Ministerio de Defensa, [los piratas] pudieron haber perecido en alta mar.